# Camarillo
Camarillo település az USA Kalifornia államában, Ventura megyében. Lakosainak száma 70 741 fő (2020. április 1.).

## Népesség
A település népességének változása:

| 2010 | 65 201 |
| 2020 | 70 741 |